# Ferula longipedunculata
Ferula longipedunculata är en flockblommig växtart som beskrevs av Pes$emen. Ferula longipedunculata ingår i släktet stinkflokesläktet, och familjen flockblommiga växter. Inga underarter finns listade i Catalogue of Life.